# Antille australi

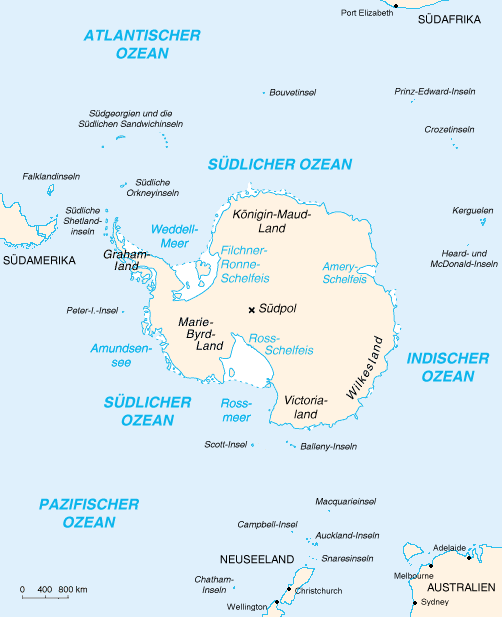
L'Antartide con le Antille australi in alto a sinistra.

Come Antille australi - in analogia con le Antille «boreali» dei Caraibi - si indica l'arco di isole dell'Atlantico meridionale costituito dalle isole Falkland / Malvine, dalla Georgia del Sud con le limitrofe Shag Rocks, Black Rock e Clerke Rocks, dalle isole Sandwich Australi, dalle isole Orcadi Meridionali e dalle isole Shetland Meridionali. L'arco insulare, con la concavità rivolta a ovest, circonda a ventaglio il mare di Scotia.
Tutte queste isole appartengono al gruppo delle isole sub-antartiche.
Le isole Falkland / Malvine e la Georgia del Sud e isole Sandwich Australi sono territori d'oltremare del Regno Unito; gli altri arcipelaghi sono sotto la tutela del Trattato Antartico, ma ancora oggi rivendicati dal Regno Unito e dall'Argentina.
Il termine Antille australi è stato coniato dai geologi Eduard Suess e Otto Nordenskjöld.